# Myadora pulleinei
Myadora pulleinei is een tweekleppigensoort uit de familie van de Myochamidae. De wetenschappelijke naam van de soort is voor het eerst geldig gepubliceerd in 1906 door Hedley.